# Audi A4 B6
L'Audi A4 B6 (sigla di progetto Typ 8E) è la seconda generazione dell'Audi A4, un'autovettura di fascia medio-alta (Segmento D) prodotta dalla casa automobilistica tedesca Audi dal 2000 al 2006.

## Storia e profilo

### Caratteristiche

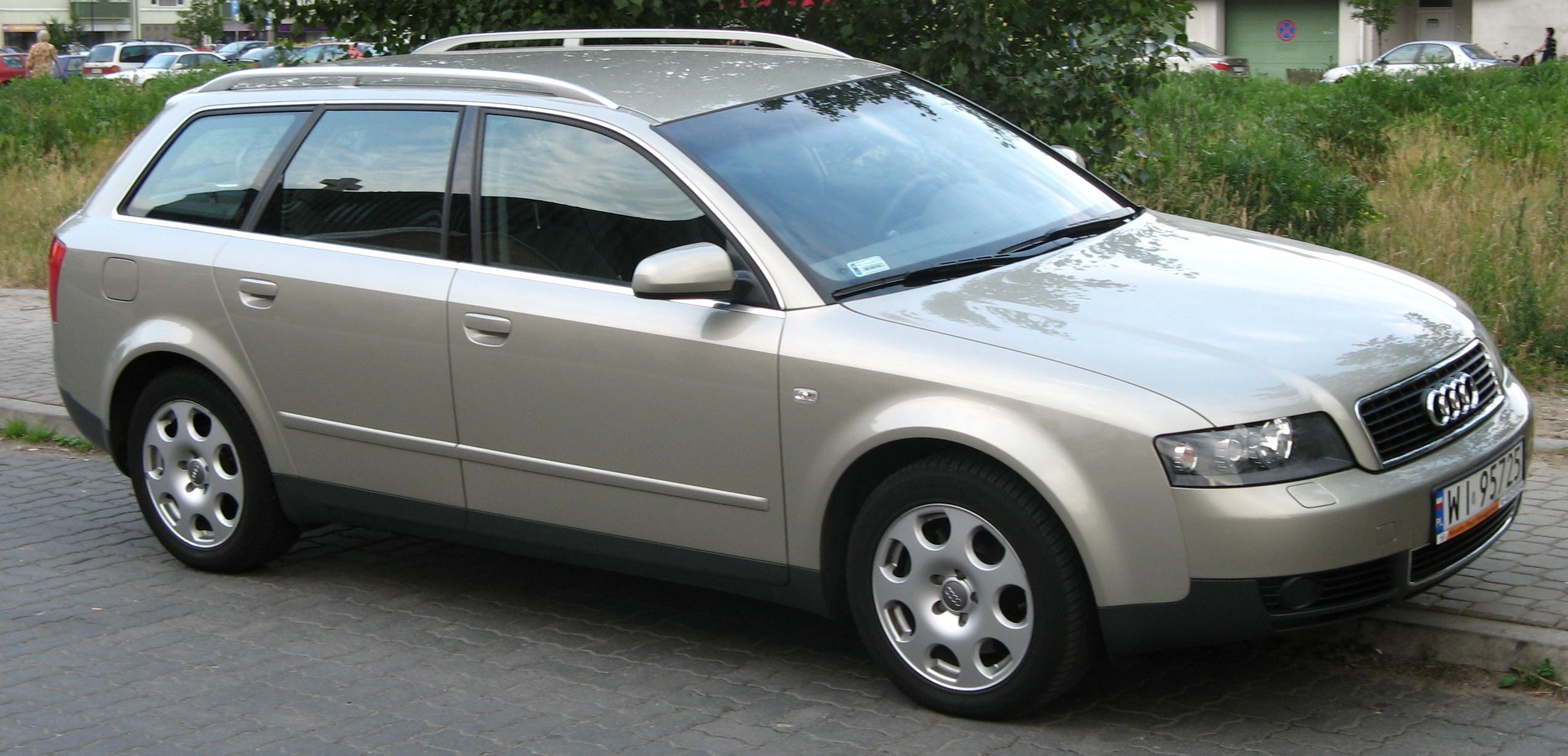
A4 Avant

La A4 B6 era diversa dalla A4 precedente sul piano stilistico: meno tondeggiante il frontale, in contrapposizione ad una coda dalle maggiori rotondità e più simile, nell'aspetto generale, alla contemporanea A6. Sul piano della dotazione vennero aggiunti gli airbag laterali e quelli a tendina di serie su tutti i modelli, oltre all'alzacristalli elettrico anche per i finestrini posteriori. I fari poi sono più grandi, il comfort e la sicurezza maggiori, senza contare una maggior abitabilità, con 41 mm in più in lunghezza e 29 mm in più in altezza. A proposito di sicurezza automobilistica, la A4 seconda serie fu sottoposta al crash test dell'EuroNCAP riportando il punteggio di 4 stelle nel 2001.
La base meccanica dell'Audi A4 B6 non verrà più condivisa con la futura Volkswagen Passat B6, strutturalmente la seconda generazione della A4 venne migliorata nella rigidezza torsionale ed infatti risultò essere più rigida di ben il 45% rispetto alla precedente generazione. Vennero migliorati anche l'impianto frenante e l'insonorizzazione all'interno dell'abitacolo. Quanto alle sospensioni, all'anteriore confermò lo stesso schema della B5 ovvero quadrilatero alto ad asse sterzante virtuale ora interamente in alluminio, mentre al posteriore la B6 introdusse indipendentemente dal tipo di trazione, un nuovo retrotreno multilink a 4 bracci con trapezio inferiore. Per quanto riguarda i motori, la A4 fu equipaggiata al suo debutto con i seguenti propulsori:
- 1.6: motore da 1595 cm3, in grado di erogare una potenza massima di 102 CV;
- 1.8 T: motore da 1781 cm3, in grado di erogare una potenza massima di 150 CV;
- 2.0: motore da 1984 cm3 con 5 valvole per cilindro e potenza massima di 130 CV;
- 3.0: motore da 2976 cm3 con 5 valvole per cilindro e potenza massima di 220 CV;
- 1.9 TDI: motore diesel di base fra quelli presenti al debutto, costituito da un motore da 1896 cm3 con potenza massima di 130 CV;
- 2.5 TDI: motore diesel di punta, rappresentato da un V6 da 2496 cm3 con potenza massima di 180 CV.

Audi A4 Avant (B6) 2.5 TDI (side-front).jpg
La trazione era come sempre sulle ruote anteriori, anche se il 1.8 e il 3.0, più il 2.5 V6 a gasolio, potevano essere ordinati anche con trazione integrale quattro.

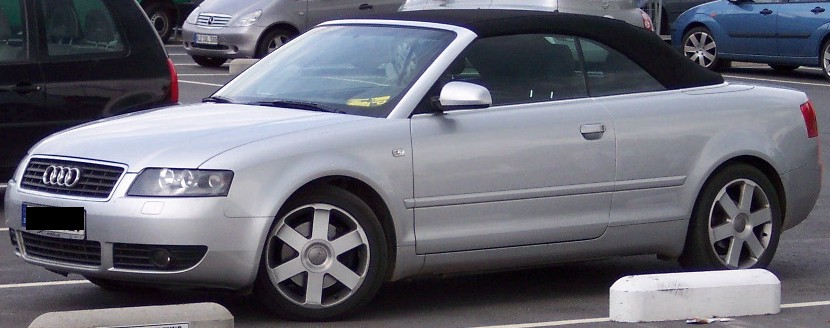
Audi A4 cabriolet

Due, in generale, le varianti di cambio previste nel corredo di serie: si poteva infatti scegliere fra un cambio a 5 marce ed uno a 6 marce, a seconda delle motorizzazioni (in particolare, all'inizio fu il 3 litri a benzina l'unico a poter montare un cambio a 6 marce). Come optional era possibile però ottenere un cambio automatico Tiptronic a 5 rapporti, oppure un inedito cambio CVT denominato Multitronic e disponibile a pagamento inizialmente per il 2 litri aspirato e per il 1.8 turbo, anche se in seguito sarebbe stato esteso anche ad altre motorizzazioni.

## Evoluzione

### Carriera commerciale

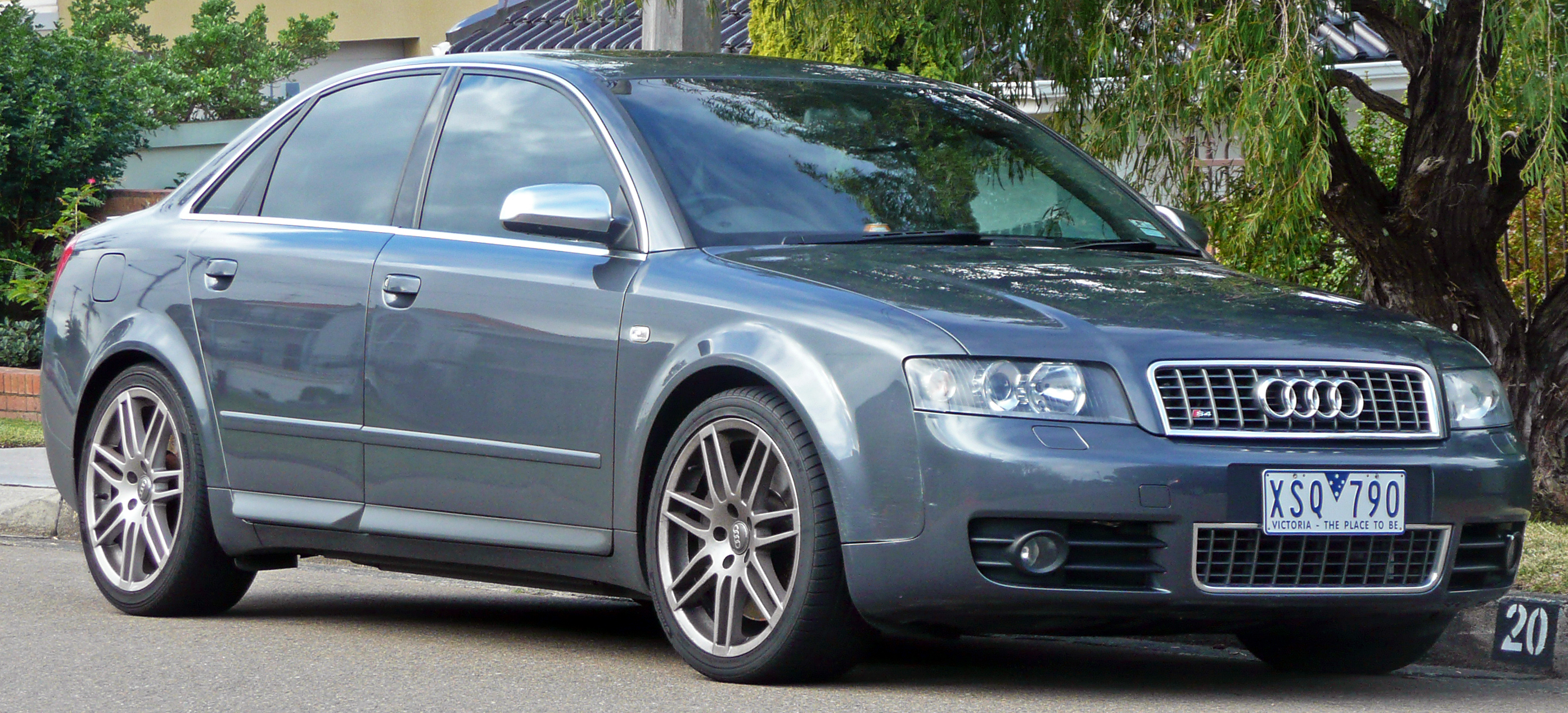
Audi S4

Nel settembre del 2001 la A4 B6 venne proposta anche con carrozzeria Avant, mentre dall'aprile 2002 la gamma si estese con l'arrivo di una nuova versione cabriolet prodotta nello stabilimento di Rheine dalla Karmann e destinata a sostituire la precedente cabriolet basata sulla vecchia Audi 80 di quarta generazione. Nel frattempo, il 1.8 a benzina venne portato a 163 CV e il 2 litri venne sostituito da una nuova unità a carica stratificata, in grado di erogare fino a 150 CV, mentre vennero introdotti un nuovo 2.4 a benzina da 170 CV ed un 2.5 V6 TDI depotenziato a 155 CV, poi portato a 163 CV nel corso del 2002. Nel gennaio 2003 venne proposto un lieve ritocco delle versioni berlina e station wagon: per l'occasione la gamma si estese verso l'alto con l'arrivo della Audi S4, spinta da un V8 da 4,2 litri in grado di erogare fino a ben 344 CV di potenza massima. Sul fronte dei diesel, i motori vennero ottimizzati nell'erogazione di coppia motrice e il 1.9 TDI venne proposto anche con trazione integrale.

## Motorizzazioni
Di seguito vengono riepilogate le caratteristiche relative alle varie versioni costituenti la gamma della seconda generazione dell'Audi A4:
| Modello                        | Carrozzeria | Disponibilità   | Cilindrata (cm³) | Potenza              | Coppia Massima (Nm) | Trazione  | Cambio/n° rapporti | Emissioni CO2 (g/Km) | 0–100 km/h (secondi) | Velocità max (Km/h) | Consumo medio (l/100 km) |
| Motori Benzina                 |             |                 |                  |                      |                     |           |                    |                      |                      |                     |                          |
| 1.6                            | Berlina     | 11/2000–11/2004 | 1595             | 75 kW (102 CV)/5600  | 148/3800            | Anteriore | Manuale 5 marce    | 187                  | 12"6                 | 190                 | 7,7                      |
| 1.6                            | Avant       | 09/2001-11/2004 | 1595             | 75 kW (102 CV)/5600  | 148/3800            | Anteriore | Manuale 5 marce    | 187                  | 13"2                 | 186                 | 7,8                      |
| 1.8 Turbo 20V (150 CV)         | Berlina     | 11/2000–07/2002 | 1781             | 110 kW (150 CV)/5700 | 210/ 1750-4600      | Anteriore | Manuale 5 marce    | 197                  | 8"9                  | 222                 | 8,2                      |
| 1.8 Turbo 20V (150 CV)         | Avant       | 09/2001-07/2002 | 1781             | 110 kW (150 CV)/5700 | 210/ 1750-4600      | Anteriore | Manuale 5 marce    | 197                  | 9"1                  | 219                 | 8,2                      |
| 1.8 Turbo 20V quattro (150 CV) | Berlina     | 11/2000–07/2002 | 1781             | 110 kW (150 CV)/5700 | 210/ 1750-4600      | Integrale | Manuale 5 marce    | 221                  | 8"9                  | 220                 | 9,2                      |
| 1.8 Turbo 20V quattro (150 CV) | Avant       | 09/2001-07/2002 | 1781             | 110 kW (150 CV)/5700 | 210/ 1750-4600      | Integrale | Manuale 5 marce    | 221                  | 8"9                  | 223                 | 9,2                      |
| 1.8 Turbo 20V (163 CV)         | Berlina     | 07/2002–11/2004 | 1781             | 120 kW (163 CV)/5700 | 225/ 1950-4700      | Anteriore | Manuale 5 marce    | 197                  | 8"6                  | 228                 | 8,2                      |
| 1.8 Turbo 20V (163 CV)         | Avant       | 07/2002–11/2004 | 1781             | 120 kW (163 CV)/5700 | 225/ 1950-4700      | Anteriore | Manuale 5 marce    | 197                  | 8"8                  | 225                 | 8,2                      |
| 1.8 Turbo 20V (163 CV)         | Cabriolet   | 07/2002-01/2006 | 1781             | 120 kW (163 CV)/5700 | 225/ 1950-4700      | Anteriore | Manuale 5 marce    | 204                  | 9"4                  | 225                 | 8,5                      |
| 1.8 Turbo 20V quattro (163 CV) | Berlina     | 07/2002–11/2004 | 1781             | 120 kW (163 CV)/5700 | 225/ 1950-4700      | Integrale | Manuale 6 marce    | 221                  | 8"7                  | 226                 | 9,2                      |
| 1.8 Turbo 20V quattro (163 CV) | Avant       | 07/2002–11/2004 | 1781             | 120 kW (163 CV)/5700 | 225/ 1950-4700      | Integrale | Manuale 6 marce    | 221                  | 8"9                  | 223                 | 9,2                      |
| 1.8 Turbo 20V quattro (163 CV) | Cabriolet   | 07/2002-01/2006 | 1781             | 120 kW (163 CV)/5700 | 225/ 1950-4700      | Integrale | Manuale 6 marce    | 226                  | 9"5                  | 222                 | 9,4                      |
| 1.8 Turbo 20V (190 CV)         | Berlina     | 11/2002–11/2004 | 1781             | 140 kW (190 CV)/5700 | 240/ 1980-5400      | Anteriore | Manuale 6 marce    | 206                  | 8"2                  | 237                 | 8,6                      |
| 1.8 Turbo 20V (190 CV)         | Avant       | 11/2002–11/2004 | 1781             | 140 kW (190 CV)/5700 | 240/ 1980-5400      | Anteriore | Manuale 6 marce    | 209                  | 8"4                  | 232                 | 8,7                      |
| 1.8 Turbo 20V quattro (190 CV) | Berlina     | 11/2002–11/2004 | 1781             | 140 kW (190 CV)/5700 | 240/ 1980-5400      | Integrale | Manuale 6 marce    | 226                  | 8"3                  | 234                 | 9,4                      |
| 1.8 Turbo 20V quattro (190 CV) | Avant       | 11/2002–11/2004 | 1781             | 140 kW (190 CV)/5700 | 240/ 1980-5400      | Integrale | Manuale 6 marce    | 226                  | 8"5                  | 230                 | 9,4                      |
| 2.0 20V                        | Berlina     | 11/2000–11/2004 | 1984             | 96 kW (131 CV)/5700  | 195/3300            | Anteriore | Manuale 5 marce    | 194                  | 9"9                  | 212                 | 7,9                      |
| 2.0 20V                        | Avant       | 09/2001-11/2004 | 1984             | 96 kW (131 CV)/5700  | 195/3300            | Anteriore | Manuale 5 marce    | 192                  | 10"1                 | 208                 | 8                        |
| 2.0 20V                        | Cabriolet   | 04/2002-01/2006 | 1984             | 96 kW (131 CV)/5700  | 195/3300            | Anteriore | Manuale 5 marce    | 206                  | 10"9                 | 208                 | 8"6                      |
| 2.0 16V FSI                    | Berlina     | 07/2002–12/2004 | 1984             | 110 kW (150 CV)/6000 | 200/ 3250-4250      | Anteriore | Manuale 5 marce    | 175                  | 9"6                  | 218                 | 7,1                      |
| 2.0 16V FSI                    | Avant       | 07/2002–12/2004 | 1984             | 110 kW (150 CV)/6000 | 200/ 3250-4250      | Anteriore | Manuale 5 marce    | 170                  | 9"9                  | 214                 | 7,1                      |
| 2.4 V6 30V                     | Berlina     | 09/2001–11/2004 | 2393             | 125 kW (170 CV)/6000 | 230/3200            | Anteriore | Manuale 5 marce    | 230                  | 8"8                  | 226                 | 9,5                      |
| 2.4 V6 30V                     | Avant       | 09/2001–11/2004 | 2393             | 125 kW (170 CV)/6000 | 230/3200            | Anteriore | Manuale 5 marce    | 230                  | 9"1                  | 223                 | 9,6                      |
| 2.4 V6 30V                     | Cabriolet   | 04/2002-01/2006 | 2393             | 125 kW (170 CV)/6000 | 230/3200            | Anteriore | Manuale 5 marce    | 233                  | 9"7                  | 224                 | 9,7                      |
| 3.0 V6 30V                     | Berlina     | 11/2000–11/2004 | 2976             | 162 kW (220 CV)/6300 | 300/3200            | Anteriore | Manuale 5 marce    | 228                  | 6"9                  | 245                 | 9,5                      |
| 3.0 V6 30V                     | Avant       | 09/2001-11/2004 | 2976             | 162 kW (220 CV)/6300 | 300/3200            | Anteriore | Manuale 5 marce    | 230                  | 7"1                  | 243                 | 9,6                      |
| 3.0 V6 30V                     | Cabriolet   | 04/2002-01/2006 | 2976             | 162 kW (220 CV)/6300 | 300/3200            | Anteriore | Manuale 5 marce    | 238                  | 7"8                  | 243                 | 9,9                      |
| 3.0 V6 30V quattro             | Berlina     | 11/2000-11/2004 | 2976             | 162 kW (220 CV)/6300 | 300/3200            | Integrale | Manuale 6 marce    | 266                  | 6"9                  | 243                 | 11,1                     |
| 3.0 V6 30V quattro             | Avant       | 09/2001-11/2004 | 2976             | 162 kW (220 CV)/6300 | 300/3200            | Integrale | Manuale 6 marce    | 259                  | 7"1                  | 241                 | 11,2                     |
| 3.0 V6 30V quattro             | Cabriolet   | 04/2002-01/2006 | 2976             | 162 kW (220 CV)/6300 | 300/3200            | Integrale | Manuale 6 marce    | 266                  | 7"9                  | 241                 | 11,1                     |
| S4 4.2 V8 quattro              | Berlina     | 03/2003–12/2004 | 4163             | 253 kW (344 CV)/7000 | 410/3500            | Integrale | Manuale 6 marce    | 321                  | 5"6                  | 250                 | 13,3                     |
| S4 4.2 V8 quattro              | Avant       | 03/2003–12/2004 | 4163             | 253 kW (344 CV)/7000 | 410/3500            | Integrale | Manuale 6 marce    | 322                  | 5"8                  | 250                 | 13,4                     |
| S4 4.2 V8 quattro              | Cabriolet   | 03/2003-01/2006 | 4163             | 253 kW (344 CV)/7000 | 410/3500            | Integrale | Manuale 6 marce    | 331                  | 5"9                  | 250                 | 13,8                     |
| Motori Diesel                  |             |                 |                  |                      |                     |           |                    |                      |                      |                     |                          |
| 1.9 TDI (101 CV)               | Berlina     | 05/2001–11/2004 | 1896             | 74 kW (101 CV)/4000  | 250/1900            | Anteriore | Manuale 5 marce    | 146                  | 12"1                 | 195                 | 5,4                      |
| 1.9 TDI (101 CV)               | Avant       | 09/2001-11/2004 | 1896             | 74 kW (101 CV)/4000  | 250/1900            | Anteriore | Manuale 5 marce    | 146                  | 12"5                 | 191                 | 5,4                      |
| 1.9 TDI (115 CV)               | Berlina     | 06/2004–11/2004 | 1896             | 85 kW (116 CV)/4000  | 285/1900            | Anteriore | Manuale 5 marce    | 151                  | 11"2                 | 201                 | 5,7                      |
| 1.9 TDI (115 CV)               | Avant       | 06/2004–11/2004 | 1896             | 85 kW (116 CV)/4000  | 285/1900            | Anteriore | Manuale 5 marce    | 154                  | 11"5                 | 197                 | 5,7                      |
| 1.9 TDI (130 CV)               | Berlina     | 11/2000–06/2003 | 1896             | 96 kW (130 CV)/4000  | 285/ 1750-2500      | Anteriore | Manuale 5 marce    | 149                  | 9"9                  | 210                 | 5,5                      |
| 1.9 TDI (130 CV)               | Avant       | 09/2001-06/2003 | 1896             | 96 kW (130 CV)/4000  | 285/ 1750-2500      | Anteriore | Manuale 5 marce    | 151                  | 10"1                 | 208                 | 5,6                      |
| 1.9 TDI (130 CV)               | Berlina     | 07/2003-11/2004 | 1896             | 96 kW (130 CV)/4000  | 310/1900            | Anteriore | Manuale 6 marce    | 151                  | 9"9                  | 210                 | 5,6                      |
| 1.9 TDI (130 CV)               | Avant       | 07/2003-11/2004 | 1896             | 96 kW (130 CV)/4000  | 310/1900            | Anteriore | Manuale 6 marce    | 150                  | 10"1                 | 208                 | 5,7                      |
| 1.9 TDI quattro                | Berlina     | 07/2003-11/2004 | 1896             | 96 kW (130 CV)/4000  | 310/1900            | Integrale | Manuale 6 marce    | 165                  | 10"1                 | 204                 | 6,1                      |
| 1.9 TDI quattro                | Avant       | 07/2003-11/2004 | 1896             | 96 kW (130 CV)/4000  | 310/1900            | Integrale | Manuale 6 marce    | 165                  | 10"4                 | 202                 | 6,1                      |
| 2.5 V6 TDI (155 CV)            | Berlina     | 04/2001–06/2002 | 2496             | 114 kW (155 CV)/4000 | 310/ 1400-3500      | Anteriore | Manuale 6 marce    | 184                  | 9"4                  | 221                 | 6,8                      |
| 2.5 V6 TDI (155 CV)            | Avant       | 09/2001-06/2002 | 2496             | 114 kW (155 CV)/4000 | 310/ 1400-3500      | Anteriore | Manuale 6 marce    | 189                  | 9"6                  | 219                 | 7                        |
| 2.5 V6 TDI (163 CV)            | Berlina     | 07/2002–05/2003 | 2496             | 120 kW (163 CV)/4000 | 310/ 1400-3600      | Anteriore | Manuale 6 marce    | 184                  | 8.9                  | 227                 | 6,8                      |
| 2.5 V6 TDI (163 CV)            | Berlina     | 06/2003-11/2004 | 2496             | 120 kW (163 CV)/4000 | 350/ 1500-3000      | Anteriore | Manuale 6 marce    | 184                  | 8.9                  | 227                 | 6,8                      |
| 2.5 V6 TDI (163 CV)            | Avant       | 07/2002-05/2003 | 2496             | 120 kW (163 CV)/4000 | 310/ 1400-3600      | Anteriore | Manuale 6 marce    | 189                  | 9"1                  | 225                 | 7                        |
| 2.5 V6 TDI (163 CV)            | Avant       | 06/2003-11/2004 | 2496             | 120 kW (163 CV)/4000 | 350/ 1500-3000      | Anteriore | Manuale 6 marce    | 189                  | 224                  |                     | 7                        |
| 2.5 V6 TDI (163 CV)            | Cabriolet   | 07/2002-05/2003 | 2496             | 120 kW (163 CV)/4000 | 310/ 1400-3600      | Anteriore | Manuale 6 marce    | 194                  | 9"9                  | 226                 | 7,2                      |
| 2.5 V6 TDI (163 CV)            | Cabriolet   | 06/2003-11/2004 | 2496             | 120 kW (163 CV)/4000 | 350/ 1500-3000      | Anteriore | Manuale 6 marce    | 194                  | 9"7                  | 225                 | 7,2                      |
| 2.5 V6 TDI quattro (180 CV)    | Berlina     | 11/2000–11/2004 | 2496             | 132 kW (180 CV)/4000 | 370/ 1500-2500      | Integrale | Manuale 6 marce    | 211                  | 8"4                  | 228                 | 7,8                      |
| 2.5 V6 TDI quattro (180 CV)    | Avant       | 09/2001-11/2004 | 2496             | 132 kW (180 CV)/4000 | 370/ 1500-2500      | Integrale | Manuale 6 marce    | 211                  | 8"5                  | 225                 | 7,8                      |